# جيري داوسون
جيري داوسون (بالإنجليزية: Jerry Dawson)‏ (18 مارس 1888 في المملكة المتحدة - 8 أغسطس 1970) هو لاعب كرة قدم بريطاني (وحمل سابقاً جنسية المملكة المتحدة لبريطانيا العظمى وأيرلندا) في مركز حراسة المرمى. شارك مع منتخب إنجلترا لكرة القدم. أما مع النوادي، فقد لعب مع نادي بيرنلي.

## وصلات خارجية
- جيري داوسون على موقع ناشيونال فوتبول تيمز (الإنجليزية)